# Port lotniczy Masvingo
Port lotniczy Masvingo (ICAO: FVMV, IATA: MVZ) – międzynarodowy port lotniczy położony w Masvingo, w Zimbabwe. 